# Reriz
Reriz é uma povoação portuguesa do Município de Castro Daire que foi sede da extinta Freguesia de Reriz, freguesia que tinha 15,27 km² de área e 755 habitantes (2011), e, por isso, uma densidade populacional de 49,4 hab/km².
A Freguesia de Reriz foi extinta em 2013, no âmbito de uma reforma administrativa nacional, tendo sido agregada à Freguesia de Gafanhão para formar uma nova freguesia denominada União das Freguesias de Reriz e Gafanhão da qual é a sede.
Está localizada a 630 metros de altura.
Reriz foi vila e sede de concelho, com foral de 1514. Este era constituído apenas pela vila e foi extinto em 1834, sendo então integrado no concelho de Sul, por sua vez suprimido em 1853.

## População
| População da freguesia de Reriz | População da freguesia de Reriz | População da freguesia de Reriz | População da freguesia de Reriz | População da freguesia de Reriz | População da freguesia de Reriz | População da freguesia de Reriz | População da freguesia de Reriz | População da freguesia de Reriz | População da freguesia de Reriz | População da freguesia de Reriz | População da freguesia de Reriz | População da freguesia de Reriz | População da freguesia de Reriz | População da freguesia de Reriz |
| ------------------------------- | ------------------------------- | ------------------------------- | ------------------------------- | ------------------------------- | ------------------------------- | ------------------------------- | ------------------------------- | ------------------------------- | ------------------------------- | ------------------------------- | ------------------------------- | ------------------------------- | ------------------------------- | ------------------------------- |
| 1864                            | 1878                            | 1890                            | 1900                            | 1911                            | 1920                            | 1930                            | 1940                            | 1950                            | 1960                            | 1970                            | 1981                            | 1991                            | 2001                            | 2011                            |
| 1 035                           | 1 169                           | 1 113                           | 1 126                           | 1 270                           | 938                             | 1 186                           | 1 177                           | 1 332                           | 1 237                           | 886                             | 1 010                           | 900                             | 799                             | 755                             |

| Distribuição da População por Grupos Etários | Distribuição da População por Grupos Etários | Distribuição da População por Grupos Etários | Distribuição da População por Grupos Etários | Distribuição da População por Grupos Etários | Distribuição da População por Grupos Etários | Distribuição da População por Grupos Etários | Distribuição da População por Grupos Etários | Distribuição da População por Grupos Etários | Distribuição da População por Grupos Etários |
| -------------------------------------------- | -------------------------------------------- | -------------------------------------------- | -------------------------------------------- | -------------------------------------------- | -------------------------------------------- | -------------------------------------------- | -------------------------------------------- | -------------------------------------------- | -------------------------------------------- |
| Ano                                          | 0-14 Anos                                    | 15-24 Anos                                   | 25-64 Anos                                   | > 65 Anos                                    |                                              | 0-14 Anos                                    | 15-24 Anos                                   | 25-64 Anos                                   | > 65 Anos                                    |
| 2001                                         | 131                                          | 121                                          | 358                                          | 189                                          |                                              | 16,4%                                        | 15,1%                                        | 44,8%                                        | 23,7%                                        |
| 2011                                         | 114                                          | 85                                           | 375                                          | 181                                          |                                              | 15,1%                                        | 11,3%                                        | 49,7%                                        | 24,0%                                        |

Média do País no censo de 2001:  0/14 Anos-16,0%; 15/24 Anos-14,3%; 25/64 Anos-53,4%; 65 e mais Anos-16,4%
Média do País no censo de 2011:   0/14 Anos-14,9%; 15/24 Anos-10,9%; 25/64 Anos-55,2%; 65 e mais Anos-19,0%